# إفيدرين
إفيدرين (بالإنجليزية: Ephedrine)‏، دواء ومنبه يُستخدم غالبًا للوقاية من هبوط ضغط الدم في أثناء التخدير. استُخدم الإفيدرين أيضًا في تدبير الربو والنوم القهري والبدانة، لكنه ليس علاجًا مفضلًا لهذه الحالات، ولم تتضح فائدته في تخفيف الاحتقان الأنفي. يؤخذ عن طريق الفم أو حقنًا عضليًا أو عبر الوريد أو تحت الجلد. يبدأ تأثيره سريعًا في الحقن الوريدي بينما يستغرق 20 دقيقة في الحقن العضلي وقد يستغرق نحو ساعة عبر الفم. يدوم تأثيره نحو ساعة بعد الحقن ويتجاوز 4 ساعات بالطريق الفموي.
تشمل التأثيرات الجانبية الشائعة اضطرابات النوم والقلق والصداع والهلوسات وارتفاع ضغط الدم وتسرع نبض القلب ونقص الشهية والاحتباس البولي، وقد تحدث تأثيرات جانبية خطيرة مثل السكتة الدماغية والنوبة القلبية. لم يُدرس تأثيره جيدًا عند الحوامل، لكنه قد يكون آمنًا على الأم والجنين، بينما لا يُنصح باستخدامه أثناء الرضاعة الطبيعية. يعمل الإفيدرين على زيادة فعالية مستقبلات ألفا وبيتا الأدرينالينية.
عُزل مركب الإفيدرين لأول مرة عام 1885، ودخل الأسواق عام 1926. وُضع الدواء على قائمة الأدوية الأساسية النموذجية لمنظمة الصحة العالمية، وهو متاح بشكل دواء مكافئ. يوجد الإفيدرين طبيعيًا في النباتات من جنس العلندية. تعد المكملات الغذائية المحتوية على الإفيدرين غير قانونية في الولايات المتحدة، عدا عن تلك المستخدمة في الطب الصيني التقليدي، إذ لوحظ وجود المركب في نبات ما هوانغ (العلندى).

## الاستخدام الطبي
يرفع الإفيدرين وسودوإفيدرين ضغط الدم ويوسعان القصبات (مع تأثير أضعف بكثير للسودوإفيدرين). قد يخفف الإفيدرين من أعراض داء الحركة، لكنه يستخدم أساسًا لتخفيف الآثار المركنة للأدوية الأخرى المعتمدة في علاج هذا المرض. يبدو أن الإفيدرين يملك أيضًا تأثيرًا سريعًا وطويل الأمد في علاج متلازمة الوهن العضلي الخلقي في الطفولة الباكرة وعند البالغين المصابين بطفرة مستحدثة في الكولاجين المرتبط بالأستيل كولين إستراز.

### فقدان الوزن
يعزز الإفيدرين من فقدان الوزن المعتدل قصير الأمد، خصوصًا خسارة الشحم، لكن ما يزال تأثيره طويل الأمد غير معروف. يحرض الإفيدرين توليد الحرارة عند الفئران في النسيج الدهني البني، لكن يُعتقد أن توليد الحرارة عند البشر البالغين يحدث في العضلات الهيكلية نتيجة وجود كميات قليلة من الدهن البني. يبطئ الإفيدرين أيضًا من الإفراغ المعدي، ويملك تأثيرًا تآزريًا مع ميثيل زانثين الموجود في الكافيين والتيوفيللين فيما يتعلق بفقدان الوزن، وهذا أدى إلى تركيب وتسويق منتجات مشتركة أحدها مركب إفيدرين-كافيين-أسبرين. يشيع استخدام هذا الدواء لدى لاعبي كمال الأجسام لإنقاص شحوم الجسم قبل المنافسات.

## الاستخدام الترفيهي
يتشابه الإفيدرين مع الأمفيتامينات في البنية الكيميائية لأنه ينتمي إلى الفينيثيلامينات، ويمثل نظيرًا للميثامفيتامين لاحتوائه على بنية الميثامفيتامين مع مجموعة هيدروكسيل في الموقع بيتا. يستخدم الإفيدرين في صناعة الميثامفيتامين بالاختزال الكيميائي لمجموعة الهيدروكسيل نتيجة التشابه البنيوي بينهما، هذا ما جعل الإفيدرين طليعةً كيميائيةً مطلوبةً بشدة في الصناعة غير القانونية للميثامفيتامين.
تشابه الطريقة الأشيع لاختزال الإفيدرين إلى ميثامفيتامين اختزال بيرتش، وفيها تستخدم الأمونيا اللامائية والليثيوم المعدني في التفاعل. تعتمد ثاني أشيع طرق الاختزال على الفسفور الأحمر واليود اللذين يتفاعلان مع الإفيدرين. يصنع الميثكاثينون من الإفيدرين عبر عملية أكسدة بسيطة، وبالتالي يُصنف الإفيدرين مع مواد الصف الأول من الطلائع الكيميائية بموجب اتفاقية الأمم المتحدة ضد الاتجار غير المشروع في المخدرات والمؤثرات العقلية.

## معرض صور

## مواضيع متعلقة
- منشطات